# Masacre de Cariaco
La masacre de Cariaco se refiere al asesinato de 9 pescadores en la localidad de Cariaco, situada en el estado Sucre (Venezuela). La noche del 11 de noviembre de 2016 estaban en sector el porvenir de Cariaco, una zona poblada por campesinos y como en mayor parte del oriente del país, la principal actividad económica es la pesca.

## Desarrollo de los sucesos
Con respecto a la versión de testigos que se encontraban en el lugar de los hechos así como de las víctimas que resultaron heridos, al sitio se trasladó un Corolla Gris con seis hombres armados quienes descendieron del interior de éste con Fusiles Ak-103, Escopetas y Pistolas 9mm y procedieron a exigir las identificaciones de cada uno de los presentes. Al cumplir con lo que demandaban los sujetos, procedieron a dispararles. Falleciendo en el sitio 9 hombres y resultando heridos 4, quienes se salvaron al simular estar muertos.

## Víctimas
Los fallecidos fueron identificados como:
Muertos
- Luis Bernardino Rodríguez De Abreu (21)
- Luis Alberto Arias Cabello (30)
- Jackson Rafael Rodríguez García (20)
- Javier Jesús Rodríguez Rodríguez (24)
- Jesús Rafael Rodríguez (38)
- Eduardo Vallejo Vallenilla (46)
- Miguel Ángel Acosta García (30)
- Carlos Javier Arias Cabello (34)
- Luis José Rodríguez (40)

Heridos
- Samir Urbina (18)
- José Ramón Rodríguez (18)
- José Rafael Rodríguez Brito (21)

## Detenidos
Luego de diversas protestas por familiares que mantenían cerrada la vía nacional Cumaná-Carúpano se logra dar una reunión con familiares de las víctimas y el Comandante General de la GNB M/G Antonio Benavides Torres y además funcionarios de la Fiscalía General de la República, logran informar sobre la detención de 5 funcionarios de la GNB adscritos al CONAS
Éstos fueron identificados de la siguiente manera: 
.
Teniente
- Aldo Rafael Del Naza

Sargentos
- César Rafael Fuentes
- Anthony José Ramos
- Moisés Fernando Zamora
- Robert Antonio Bastidor.

## Consecuencias
Las consecuencias no se hicieron esperar, rápidamente familiares cerraron los accesos al municipio para exigir respuestas a las autoridades competentes por más de 1 semana sin obtener frutos hasta que finalmente se presentó el Comandante nacional de la GNB Antonio Benavides Torres para declarar sobre la aprehensión de los militares.
Los familiares han acudido a diversas instancias nacionales para exigir justicia y se capture al resto de los responsables.[cita requerida]